# NAVDEC
NAVDEC – nawigacyjny system wspomagania decyzji w sytuacji kolizyjnej opracowany w Akademii Morskiej w Szczecinie. Jest pierwszym na świecie narzędziem nawigacyjnym w żegludze morskiej, który realizuje obok funkcji informacyjnych zadania typowe dla systemów wspomagania decyzji. System zabezpiecza przed błędami popełnianymi przez nawigatorów podczas kwalifikacji sytuacji spotkania oraz przed podejmowaniem błędnych decyzji przy wypracowaniu manewru antykolizyjnego.

## Działanie systemu
System NAVDEC, podobnie jak system ECDIS, prezentuje na wspólnym ekranie informacje batymetryczne, obraz sytuacji nawodnej, informacje o pozycjach obiektów oraz wyznacza i przedstawia nawigatorowi parametry ruchu i parametry zbliżenia obiektów. Sygnały identyfikujące obiekt własny i obiekty obce pobierane są z systemów i urządzeń nawigacyjnych np. ARPA, AIS. Dane zawarte w pobranych sygnałach są integrowane i na ich podstawie realizowana jest w systemie analiza i ocena sytuacji nawigacyjnej. W przypadku wystąpienia zagrożenia kolizją generowane są dopuszczalne manewry obiektu własnego oraz manewr rekomendowany i są one przedstawione nawigatorowi w formie graficznej. Wypracowane manewry rozwiązujące sytuację kolizyjną uwzględniają Międzynarodowe Przepisy o Zapobieganiu Zderzeniom na Morzu oraz kryteria wynikające z zasad dobrej praktyki morskiej. Dodatkowo nawigator otrzymuje objaśnienia proponowanych manewrów. Jest to realizowane w stosunku do wszystkich obiektów obcych w zadanym obszarze, jak również do wybranych. Proponowane rozwiązania, uzupełnione objaśnieniami nie wyręczają nawigatora ale ułatwiają podjęcie mu właściwej decyzji.